# Carlos Navarro Gómez
Carlos Navarro Gómez (Barcelona, 5 de febrero de 1949 - Barcelona, 18 de julio de 2005) fue un informático y político español.

## Biografía
Estudió informática, música y derecho. Ha sido autor de libros de divulgación informática.
Ingresó en 1973 en Convergència Socialista de Catalunya hasta el proceso de unidad socialista que confluyó en el PSC-PSOE. Fue miembro de la ejecutiva del Partido desde 1980 y miembro hasta 1986 de la Comisión Mixta de Valoraciones Estado-Generalitat. También estuvo afiliado a la UGT desde 1978. Fue escogido diputado por la provincia de Barcelona en las elecciones generales españolas de 1986 y 1989, donde fue coordinador de finanzas del Grupo Parlamentario Socialista al Congreso de los Diputados y vocal suplente de la Diputación Permanente del Congreso de los Diputados.

### Casos de corrupción
En 1988 se vio implicado con Josep Maria Sala i Griso en el caso FILESA, donde fue acusado de formar parte de una trama de financiación ilegal del PSOE. Fue condenado por la Sala Segunda del Tribunal Supremo de España, el 28 de octubre de 1997, por delitos de falsedad en documento mercantil y asociación ilícita, a dos penas de tres años de prisión, seis de inhabilitación y una multa. En 2000 el Consejo de Ministros le concedió un indulto parcial que redujo a la mitad las penas impuestas por el Tribunal Supremo.